# Brontino
Brontino de Metaponto (en griego: Βροντῖνος, también Brotino, Βροτῖνος; siglo VI a. C.) fue un filósofo pitagórico, amigo y discípulo del mismo Pitágoras. Alcmeón dedicó sus trabajos a Brontino así como a Leon y Batilo. Las fuentes varían en cuanto a si él era el padre o el marido de Téano.
Se atribuyeron algunos poemas órficos a Brontino. Uno era un poema Sobre la naturaleza (Physika), otro era un poema llamado La túnica y la red que también se atribuía a Zópiro de Heraclea.
Su fama fue suficiente para que se le atribuyera una obra espuria en la literatura neopitagórica. Siriano (siglo V d. C.) se refiere a "Brotino"  como autor de la opinión de que la mónada, o primera causa, "trasciende todo tipo de razón y esencia en poder y dignidad", por lo que se hizo un intento para insertar un elemento de platonismo en el pitagorismo, el cual probablemente se refiere al neoplatonismo. 